# Naturaliste
Pour les articles homonymes, voir Naturaliste (homonymie).
Cet article possède un paronyme, voir Naturisme.
Un naturaliste est un scientifique ou un amateur éclairé,, qui pratique les sciences naturelles, notamment la botanique, la zoologie, la minéralogie, voire l'astronomie. L'adjectif naturaliste qualifie une personne, un groupe (association, société savante…) ou une activité (randonnée, chasse/exploration, dessin…).
Selon la manière et le lieu principal où il exerce son activité, le naturaliste peut être qualifié de « naturaliste de terrain » (qui explore, prospecte, fouille, inventorie, prélève des échantillons ou capture des images), « de laboratoire » (qui étudie, compare, quantifie, expérimente, analyse, démontre, décrit), « de collection » (qui conditionne, conserve, classe, typifie), « de préservation » (qui surveille, gère, protège des milieux naturels) et « de médiation » (qui valorise, explique, expose au public les recherches, les collections et les aires protégées, crée des livres, des films, des outils de communication…).
Le mot « naturaliste » désigne aussi parfois le taxidermiste qui pratique la naturalisation des animaux, par exemple pour les exposer dans un musée d'histoire naturelle.

## Histoire du mot

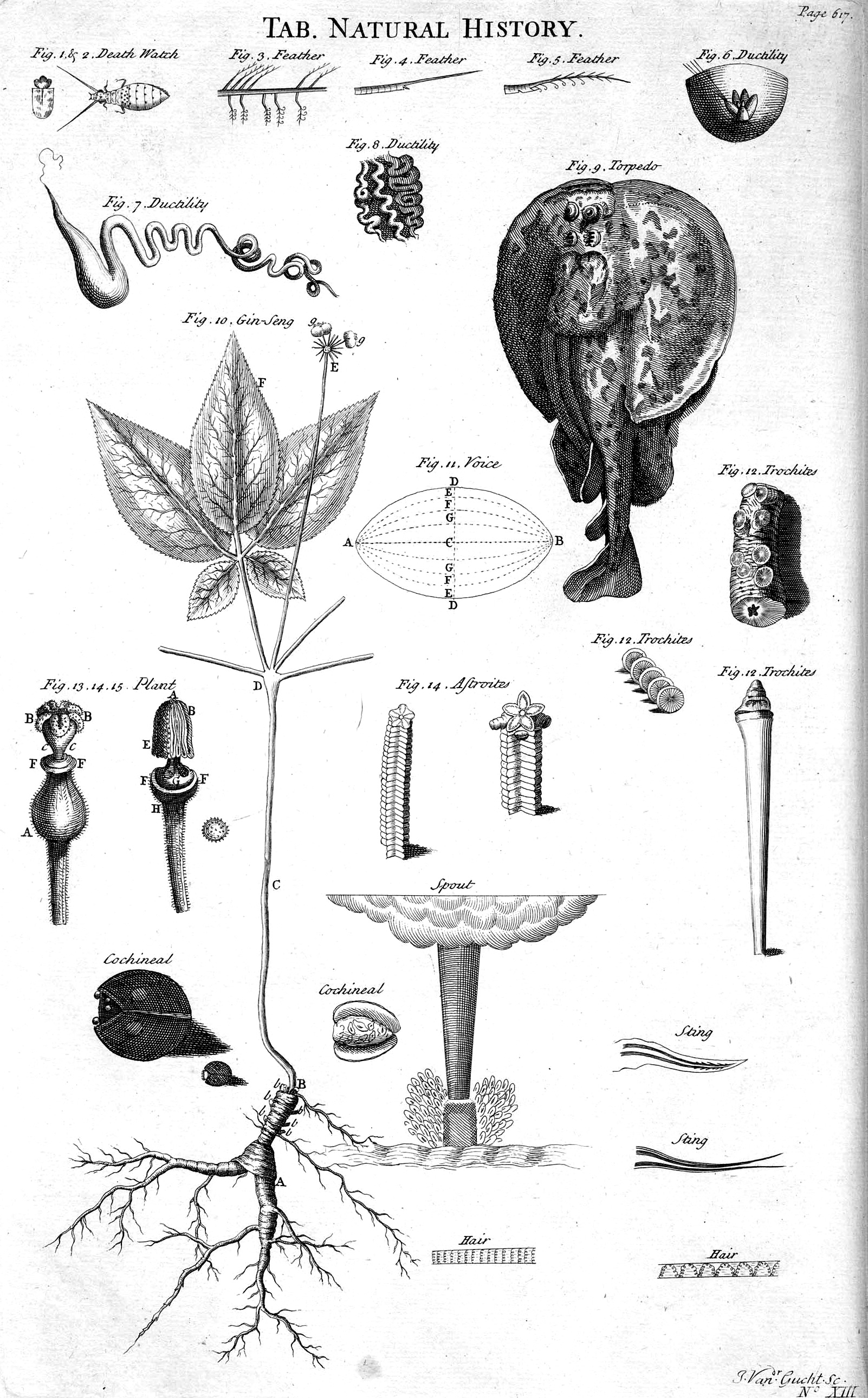
Planche d'une encyclopédie d'histoire naturelle de 1728.

Ce terme est apparu en 1527 à partir du latin naturalis et du suffixe -iste. Il désignait dès cette époque, le spécialiste d'histoire naturelle mais aussi la personne qui suit ses instincts naturels. On nommait aussi naturaliste, au XVIIIe siècle et au début du siècle suivant, la personne chargée de récolter des spécimens d'histoire naturelle, que ce soit dans le cadre d'une expédition scientifique ou à son propre compte. Il désignait aussi, par extension, une personne faisant commerce de spécimens naturels[réf. nécessaire].
Le mot a été largement utilisé jusqu'au XIXe siècle avant d'être peu à peu remplacé par les termes spécifiques des différentes disciplines.
Il est usité au XXe siècle et encore aujourd'hui pour désigner un généraliste amateur ou plus spécialisé des sciences naturelles. Dans un Avis et rapport du Conseil économique et social français (CES) de fin 2007 titré « La nature dans la ville : Biodiversité et urbanisme », le CES définit les naturalistes comme « les professionnels (chercheurs, ingénieurs et techniciens) et amateurs (membres d’associations) ayant des compétences scientifiques en biologie et en écologie ». L'avis précise que la spécialisation des naturalistes en fait aujourd'hui un groupe forcément hétérogène, mais qu'« ils ont en commun de partager un même corpus de connaissances et d’expériences qui leur font percevoir la complexité de la nature et de la vie ». À cause du manque d'écologue en France, « des missions d'inventaire, de collecte d’informations sur le terrain, de gestion, de sensibilisation et d’information du public » sont transférées à ces naturalistes qui « sont de ce fait les partenaires privilégiés pour toute réflexion sur la nature et la biodiversité. » « Nombre de naturalistes s’engagent dans des projets de conservation ou de gestion des espaces naturels et des espèces et prennent parti dans des controverses en tant que « citoyens informés » » ajoute le rapporteur du rapport, Bernard Reygrobellet.